# بقق
بَقَق' (الاسم العلمي Crypsis)، جنس نبات عشبي بري حولي من فصيلة النجيلية، منبته أوراسيا وأفريقيا. يكثر في الأراضي الرطبة ترعاه الماشية بشهية.
الأنواع:
1. Crypsis aculeata - من البرتغال وموريتانيا حتى كوريا
2. Crypsis acuminata - من تركيا حتى كازاخستان
3. Crypsis alopecuroides - من البرتغال والمغرب حتى كوريا; أدخلت في أمريكا الشمالية (كولومبيا البريطانية + غرب الولايات المتحدة)
4. Crypsis factorovskyi - القوقاز، تركيا، قبرص، سوريا، لبنان، دولة فلسطين، الأردن
5. Crypsis hadjikyriakou - قبرص
6. Crypsis minuartioides - سهل شارون في شمال غرب إسرائيل
7. Crypsis schoenoides - من بريطانيا إلى الصين + باكستان + موزمبيق; أدخلت في أمريكا الشمالية (غرب الولايات المتحدة, البحيرات العظمى (أمريكا الشمالية)، ولاية باها كاليفورنيا)
8. Crypsis turkestanica - آسيا الوسطى، القوقاز, غرب سيبيريا، جنوب أوروبا ،روسيا
9. Crypsis vaginiflora - أفريقيا; الشرق الأوسط، الهند، باكستان; أدخلت في أمريكا الشمالية (أيداهو، أوريغون، كاليفورنيا، ولاية باها كاليفورنيا)

الأنواع السابقة
see Muhlenbergia Munroa عصوية Rhizocephalus دفرة (نبات) Urochondra